# Kōji Tsujitani
Kōji Tsujitani (jap. 辻谷 耕史, Tsujitani Kōji, * 26. April 1962; † 17. Oktober 2018) war ein  japanischer Schauspieler, Synchronsprecher, Erzähler und Regisseur zahlreicher Anime- und Videospielcharaktere. Tsujitani arbeitete unter anderem für Sigma Seven. Er war mit Kumiko Watanabe verheiratet und starb 56-jährig an einem Herzinfarkt.

## Filmografie

### Anime
- 1989: Mobile Suit Gundam 0080: War in the Pocket – Bernard Wiseman
- 1991: 3×3 Eyes – Yakumo Fujii[2]
- 1991–92: The Brave Fighter of Sun Fighbird – Guard Rescue
- 1991: Mobile Suit Gundam F91 – Seabook Arno
- 1991: Otaku no Video – Ken Kubo
- 1992: Video Girl Ai – Takashi Niimai
- 1993: Irresponsible Captain Tylor – Tylor
- 1994: Genocyber – Ryuu
- 1995: Saint Tail – Noguchi
- 1996: Escaflowne – Jajuka
- 1997: Grander Musashi – Sugeru
- 2000: Hajime no Ippo – Ryuichi Hayami
- 2000: InuYasha – Miroku
- 2003: Maburaho – Akai Haruaki
- 2004–09: Kyou Kara Maou – Shouma Shibuya
- 2005–06: Blood+ – Solomon
- 2005: Eureka Seven – Dewey Novak
- 2007: Guardian of the Sacred Spirit – Tanda
- 2012: Code:Breaker – Goutoku Sakurakouji
- 2018: Kokkoku: Moment by Moment – Takafumi Yukawa

- Bola Kampung – Iskandar
- My Sexual Harassment series 1 – Youhei Fujita
- Nurarihyon no Mago – Hihi
- Ranma ½ – Hiroshi, Tatewaki Kuno, Yasukichi, Crepe King, and Sotatsu
- RG Veda – Ten-oh
- Salamander – Dan
- Sengoku Basara – Azai Nagamasa
- Slam Dunk – Kenji Fujima
- Violinist of Hameln – Raiel
- YuYu Hakusho – Itsuki

### Drama CDs
- Kami-sama wa Ijiwaru Janai – Yuuya Hoshino
- Katsuai series 2: Bakuren – Yoshiki Takatou
- Koikina Yatsura 1 - 3 & side story – Mizuki Seo
- Mirage of Blaze series 2: Saiai no Anata he – Nobutsuna Naoe
- My Sexual Harassment series 1 – Youhei Fujita
- Okane ga nai series 3: Kawaige Nai – Misao Kuba
- Okane ga nai series 4: Okane ja Kaenai – Misao Kuba
- Pearl series 1: Ijiwaru na Pearl – Tomoaki Matsumiya
- Pearl series 2: Yokubari na Pearl – Tomoaki Matsumiya
- Pearl series 3: Wagamama na Pearl – Tomoaki Matsumiya
- Pearl series 4: Kimagure na Pearl – Tomoaki Matsumiya